# Динамо (спортивне товариство)
Спортивне товариство «Динамо» (укр. Динамо, латиніз.: Dynamo; біл. Дынама, латиніз.: Dynama; груз. დინამო, латиніз.: dinamo; вірм. Դինամո, трансліт. Dinamo; каз. Динамо, трансліт. Dinamo; нім. Dynamo; пол. Dynamo; рум. Dinamo) — спортивне товариство ряду колишніх соціалістичних країн, а також у низці пострадянських держав.
«Динамо» було створено в СРСР у 1923 році і належало до системи Державного політичного управління (ДПУ) при НКВС РРФСР. Почесним головою товариства «Динамо» в перші роки його існування був голова ГПУ НКВС РРФСР Фелікс Дзержинський (1877—1926). Надалі при перетвореннях НКВС та його наступників товариство зберегло свою брендову назву, а також відомчу приналежність до органів внутрішніх справ та держбезпеки.
У країнах соціалізму, а також у пострадянських країнах створювалися однойменні спортивні товариства за моделлю радянського «Динамо» або були його фактичними «спадкоємцями», також будучи «відомчими» спортивними клубами органів внутрішніх справ та органів держбезпеки.

## СРСР

### Заснування «Динамо»
До закінчення громадянської війни в Росії керівництво молодої Радянської республіки не могло приділяти великої уваги розвитку фізкультури та спорту. Попри це навіть в умовах військового комунізму проводилися спортивні змагання. Наприклад, у Москві здійснювалися розіграші першості міста з футболу, у яких брали участь команди, створені ще на початку століття, до Жовтневого перевороту. З настанням мирного часу розпочалася масштабна спортивно-організаційна робота. Восени 1922 року московська влада випустила розпорядження про закриття «буржуазних» спортивних клубів і передачу їх майна новоствореним фізкультурним гурткам робітничої та комсомольської молоді.
Першими ентузіастами створення пролетарського спортивного товариства «Динамо» стали працівник штабу Московського округу військ Державного політичного управління при НКВС РРФСР Павло Уралець, Михайло Лаврентьєв, Дмитро Іванов, Кирил Кузьмін та начальник політвідділу військ ДПУ Леонід Недоля-Гончаренко. При цьому саме Недоля-Гончаренко запропонував для товариства цю назву, оскільки сам в юності працював на заводі «Динамо».
1923 року у зв'язку з реорганізацією спорту в СРСР Фізкультурне товариство ГПУ було реорганізовано в Московське пролетарське товариство «Динамо», яке було створено на установчих зборах 18 квітня 1923 року. Вони відбулися в цирку на Луб'янці. За деякими даними, установчих зборів було декілька, але точкою відліку прийнято вважати саме ті, що відбулися в цирку. У залі був аншлаг. Програму нового товариства прийняли одноголосно, зате довго сперечалися з приводу назви команди. Не всім подобалося слово «Динамо», але в підсумку Недоля-Гончаренко і його товариші відстояли свою задуму. Динамівцям було виділено приміщення на Луб'янці, 13. До революції там знаходився магазин оптики купця Триндіна.
Першим головою Ради «Динамо» в той же день було обрано Йосипа Уншліхта, його заступником став Уралець. Керівником секції футболу був призначений особистий секретар Дзержинського Веніамін Герсон.

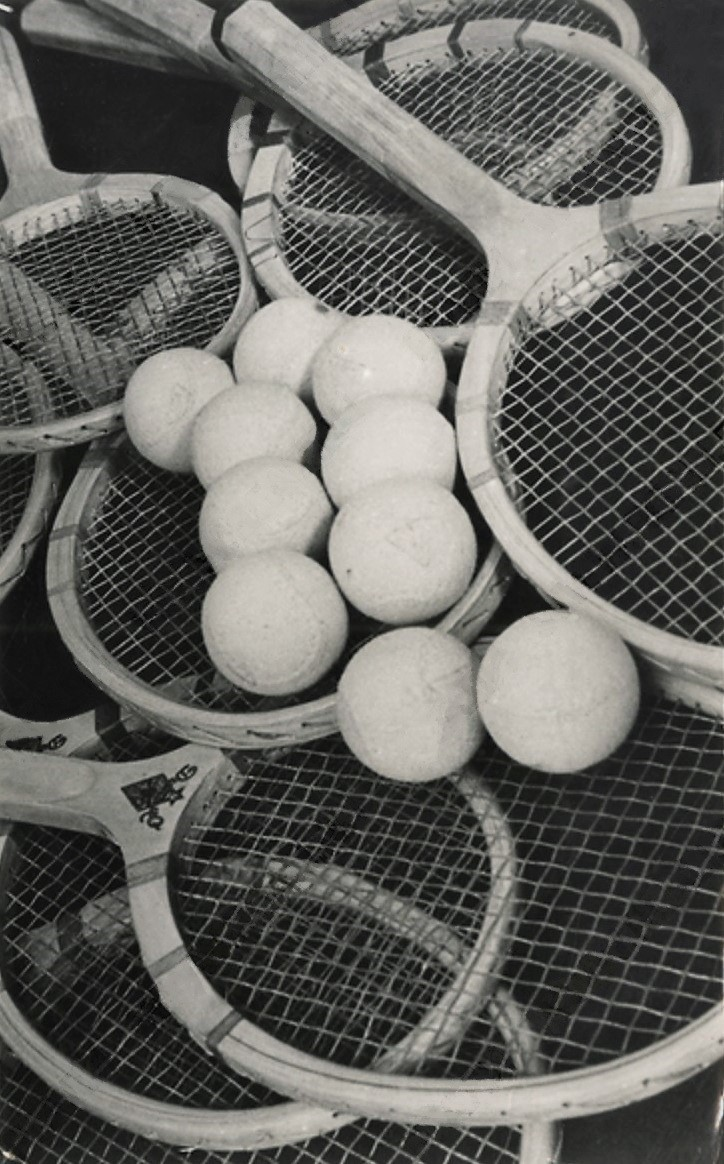
Тенісні ракетки з логотипом спортивного товариства «Динамо». 1930-ті роки.

головний пролетарський письменник Максим Горький таки сформулював те, що, на його думку, означає «Динамо». Саме йому належить, як би зараз сказали, авторство динамівського слогану. Одного разу в інтерв'ю газеті «Динамівець напоготові» Горький заявив: «Як відомо, „дина“ по-грецьки означає „сила“. А „динаміка“ — це рух. Виходить, що „Динамо“ — це сила в русі!».
Початкова повна офіційна назва (Московське пролетарське товариство «Динамо») протягом історії товариства кілька разів змінювалася, проте коротка — ніколи. Письменник Максим Горький створив лозунг організації. Одного разу в інтерв'ю газеті «Динамівець напоготові» Горький заявив: Грецьке слово «дина» означає сила, «динаміка» — рух, а «динаміт» — вибухова речовина. «Динамо» — це сила в русі, покликана підірвати і зруйнувати в порох і пилюку все старе, гниле, все, що ускладнює зростання нового, розумного, чистого і світлого — зростання пролетарської соціалістичної культури.
Відразу після створення МПСО «Динамо» молоді військовослужбовці військ ГПУ взялися за організацію різних спортивних секцій, у тому числі й футбольної.
23 серпня 1923 року президія Московського пролетарського спортивного товариства «Динамо» розглянула клопотання Пензенського губернського політвідділу ДПУ про створення місцевого пролетарського спортивного товариства «Динамо». Це був перший практичний крок у розвитку відомчого спортивного товариства вседержавного масштабу. З 1 по 16 вересня 1923 року Московське пролетарське спортивне товариство «Динамо» брало участь у Першому Всесоюзному фестивалі фізичної культури в Москві. 11 вересня 1923 року Московське пролетарське спортивне товариство «Динамо» направило двох своїх членів до Петрограда для організації в місті місцевого товариства «Динамо».
2 жовтня 1923 року Всесоюзна рада фізичної культури, враховуючи особливості діяльності ДПУ, визнала реальним існування спортивної організації «Динамо». 16 жовтня 1923 року Всесоюзна рада фізичної культури прийняла постанову "Про Центральну раду ПСТ «Динамо». 11 грудня 1923 року «Динамо» відкрило власний кінотеатр на Русаковській вулиці в Москві. 2 січня 1924 року на Кузнецькому мосту в Москві відкрився перший спеціалізований магазин «Динамо».
1 серпня 1924 року Генріх Ягода був призначений одним із членів Всесоюзної ради фізичної культури від ОЛПУ. 1 жовтня 1924 року ОДПУ видало наказ "Про заснування Центральної Ради пролетарських спортивних товариств (ПСТ) «Динамо» і про організацію місцевих ПСТ «Динамо». Центральну раду було офіційно засновано 8 жовтня, але її функції до квітня 1926 року продовжувала виконувати рада московського ПСТ «Динамо».
У тому ж таки 1926 році з'явилася знаменита динамівська емблема, розроблена футболістом першого покоління команди «Динамо» Олександром Борисовим — білий ромб, у якому міститься курсивна літера «Д» синього кольору. Тоді ж було затверджено зразок прапора Товариства «Динамо» та біло-синя форма спортсменів з емблемою організації.

### Створення футбольної команди
Футбол був одним із улюблених видів спорту чекістів. На початку 1920-х років у частинах ГПУ та серед співробітників цього відомства було створено футбольні колективи, які зібрали багатьох здібних гравців та брали участь у першостях серед частин та з'єднань. Рада новоствореного Московського пролетарського спортивного товариства «Динамо» та його навчально-спортивний відділ поставили питання про створення нової, «інструкторської», показової команди, яка мала стати на один рівень із найсильнішими московськими командами того часу. Вона мала бути зразком інших команд відомства, шукати свій особливий стиль і манеру, передавати їх іншим динамівським командам в низових організаціях.

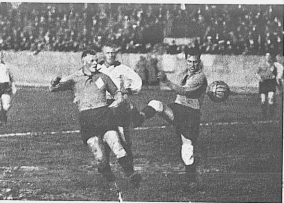
Матч футбольної команди «Динамо» (Москва). 1928 рік.

Потрібно було знайти енергійну людину, яка добре знає футбол, яка зуміла б запросити до лав нової команди обдарованих футболістів і згуртувати їх. Вибір упав на Федора Чулкова, який служив у ті роки у військах ДПУ. Володимир Васильович Кузьмін, завідувач навчальної частини товариства, дізнався, що Федір до призову до армії грав за КФС воротарем і добре знає багатьох футболістів Москви, і після розмови з ним вирішив доручити йому процес формування команди. Чулков був викликаний для ґрунтовної розмови на Раду. Кандидатура Чулкова як людини, якій доручалося формування команди, не викликала заперечень. Таким чином, на початку квітня 1923 року перед Чулковим було поставлено завдання протягом місяця сформувати команду, яка б могла змагатися з тодішніми кращими командами столиці. Інші три команди, які були потрібні для дебюту в групі найсильніших, було вирішено сформувати з найкращих футболістів військових частин та центрального апарату відомства.
Незважаючи на те, що відомство ДПУ мало можливості не тільки набирати футболістів з числа спортсменів ДПУ-НКВС у надрах якого до того моменту вже існувало кілька аматорських футбольних команд, але і залучати футболістів з будь-якого іншого спортивного товариства, Чулков відкинув такі варіанти, як формування команди з молодих комсомольців, які служили у ДПУ, та спроби запрошення відомих футболістів із різних провідних команд. Він вирішив запросити в «Динамо» колишніх партнерів з КФС, кар'єра більшості з яких добігала кінця і які мали досвід і майстерність. Він розраховував, що в них навчатиметься молодь.
До клубу були запрошені колишні члени збірної Російської імперії Василь Житарєв (учасник у 19-річному віці Олімпіади 1912 року в Стокгольмі; був обраний капітаном команди), Микола Денисов (у збірній Росії з 1913), Микола Троїцький та інші. Проте команда не мала свого стадіону, на якому можна було б проводити повноцінну навчально-тренувальну роботу. Були проблеми і зі спортивним спорядженням — товариство не могло забезпечити команди бутсами, формою. На перші матчі динамівці виходили у формі КФС — білі футболки з чорним комірцем та чорні труси.
Свій перший офіційний матч «Динамо» провело 17 червня 1923 року. У чвертьфінальній зустрічі весняного чемпіонату Москви суперниками динамівців стали футболісти «Червоної Пресні» (майбутнього «Спартака»). «Динамо» програло 2:3, пропустивши наприкінці зустрічі м'яч із пенальті. Перший гол клубу в офіційних турнірах забив Василь Житарєв.
У серпні 1923 року у динамівців з'явився свій стадіон, під який було відведено один з пустирів в Орлово-Давидівському провулку Москви в районі сучасної станції метро «Проспект миру».
8 серпня 1929 року відбувся фінальний матч всесоюзного чемпіонату товариства «Динамо» з футболу, в якому взяли участь понад 40 команд. Під час гри московське «Динамо» обіграло «Динамо» (УСРР) з рахунком 4:3, вперше ставши чемпіоном.

### 1930-ті роки
На 1932 рік існувало 309 обласних ПСТ і 2249 районних осередків «Динамо» по усій країні.
У червні 1934 року при центральній раді ПСТ «Динамо» створено дитячу спортивну організацію «Юний динамівець».
22 листопада 1935 року Центральна Рада спортивного товариства «Динамо» за закликом Олексія Стаханова направила бригаду «Динамо» на три місяці для допомоги в організації спортивних заходів на шахті «Центральна шахта — Ірміно» на Луганщині.
Наприкінці 1935 року Центральна Рада ВЛКСМ і Президія Всесоюзної ради фізичної культури ухвалили рішення про оплату фізкультурної діяльності передових працівників спорту. 14 грудня 1936 року Центральна Рада «Динамо» виплатила всім своїм гравцям і тренеру футбольної команди 500 карбованців після закінчення сезону.
Постановою Центрального виконавчого комітету СРСР від 22 липня 1937 року за видатні досягнення у роботі та провідну роль у фізкультурному русі товариство «Динамо» було нагороджено орденом Леніна.
16 листопада 1938 року голова Всесоюзного комітету фізичної культури і спорту визнав «Динамо» родоначальником бойового мистецтва самбо.
У 1939 році всі обласні пролетарські спортивні товариства були об'єднані в одне Всесоюзне фізкультурно-спортивне товариство «Динамо».
31 липня 1940 року Урядова комісія нагородила спортивне товариство «Динамо» Червоним прапором за виступ у Всесоюзному фізкультурному параді на Красній площі в Москві.
23 липня 1941 року Центральна Рада спортивного товариства «Динамо» була евакуйована до Казані у зв'язку з наступом нацистської Німеччини на Москву.

### Повоєнне відновлення

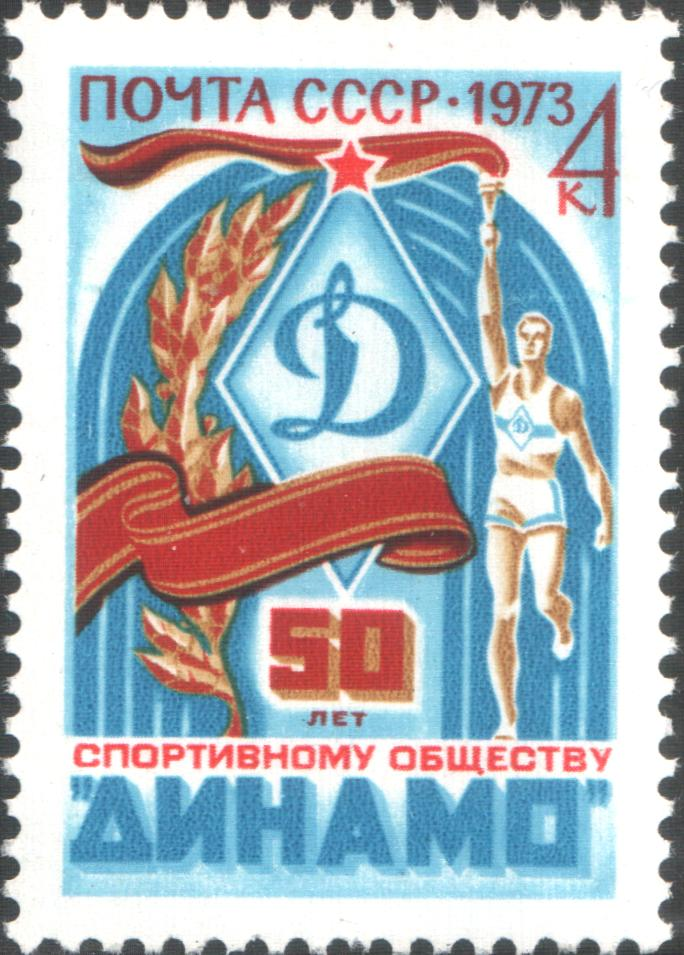
Поштова матка СРСР, присвячена 50-річчю «Динамо». 1973 рік.

Після радянської окупації Східної Європи після Другої світової війни подібні товариства «Динамо» були засновані в усьому Східному блоці, зокрема у Східній Німеччині, Югославії, Албанії, Румунії, Чехословаччині.
У самому СРСР у повоєнні роки клуби фізкультурно-спортивної організації «Динамо» досягли значних міжнародних успіхів у таких видах спорту, як футбол, хокей, волейбол, баскетбол, хокей з м'ячем або гандбол.
У 1960-х і 1970-х роках волейболістки московського «Динамо» домінували в Кубку Європи, який за цей період вони виграли 11 разів. Баскетболісти тбіліського «Динамо» досягли того ж у 1962 році, коли здобули перемогу у Кубку європейських чемпіонів. У футболі київське «Динамо» вигравало Кубок володарів кубків 1975 та 1986 років. Хокеїсти на траві з Алма-атинського "Динамо"ставали переможцями Кубка Європи 1982 і 1983 років.
На 1971 рік під егідою організації займалися 45 видами спорту, які на той час включали численні спортивні клуби, близько 6000 спортивних споруд і 43 дитячі та юнацькі школи.

### Конкуренція «Динамо» та ЦСКА
Широко відоме історичне протистояння Центрального спортивного клубу Армії та товариства «Динамо», яке тривало з моменту виникнення цих організацій і до розпаду СРСР. Пік протистояння припав на 1970—80-ті роки, коли честю для спортсменів обох команд було не впустити престиж своєї організації. Саме для цього у Збройних Силах (ЦСКА) створювалися спортроти — нестройові та ненавчальні військові частини, де спортивна (фізична) підготовка займала 100 % бойової підготовки (не рахуючи політзанять). У відповідь товариство «Динамо» намагалося за рахунок більш високих зарплат, надбавок до зарплат, соцзабезпечення, розвиненої матеріально-технічної бази переманити до себе найбільш талановитих молодих спортсменів та досвідчених тренерів з інших спортивних організацій та клубів, які не мали такого сильного та впливового заступництва («Спартак», «Зеніт», «Харчовик», «Буревісник» та ін.). У 1986 році для рівноцінного протистояння «Динамо» та ЦСКА іншими спортивними організаціями було створено об'єднане Всесоюзне добровільне фізкультурно-спортивне товариство профспілок, куди увійшли «Спартак», «Зеніт», «Буревісник», «Трудові резерви», «Водник», «Водник», «Локомотив», «Труд» та «Урожай». Щорічно понад один мільярд рублів із сукупного бюджету профспілок йшло на фізкультурно-оздоровчу та спортивну роботу для того, щоб вони могли скласти хоч якусь конкуренцію «Динамо» та ЦСКА.
Витрати матеріальних та трудових ресурсів на функціонування в СРСР усіх трьох організацій були величезними навіть за сучасними мірками.

### Керівники[12]
- Уншліхт Йосип Станіславович (1923)
- Ягода Генріх Григорович (1923—1929)
- Мессінг Станіслав Адамович (1929—1931)
- Балицький Всеволод Аполлонович (1931—1933)
- Прокоф'єв Георгій Євгенович (1933—1936)
- Фріновський Михайло Петрович (1936—1938)
- Масленников Іван Іванович (1939—1941)
- Абакумов Віктор Семенович (1941—1943)
- Обручников Борис Павлович (1943—1946)
- Аполлонов Аркадій Миколайович (1946—1948)
- Свинелупов Михайло Георгійович (1948—1950)
- Селівановський Микола Миколайович (1950—1951)
- Гоглідзе Сергій Арсентійович (1951)
- Єпішев Олексій Олексійович (1951—1953)
- Перевьорткін Семен Никифорович (1953—1960)
- Купріянов Олексій Андрійович (1960—1973)
- Богданов Петро Степанович (1973—1986)
- Сисоєв Валерій Сергійович (1986—1991)

## Росія

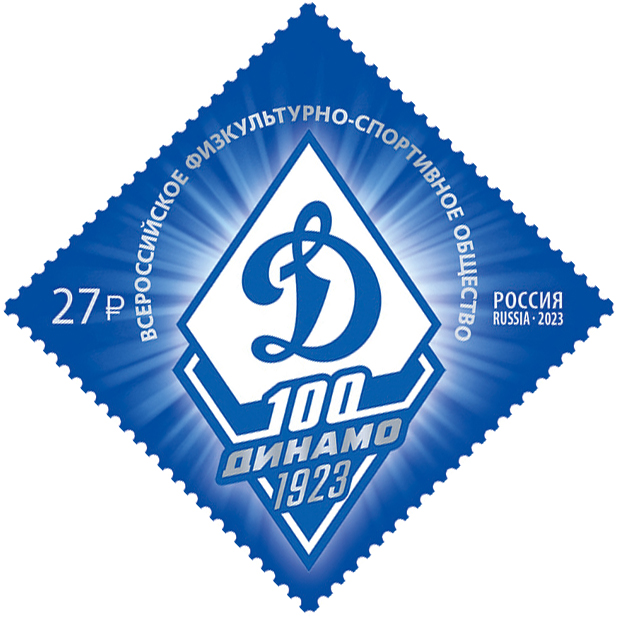
Поштова марка Росії, присвячена 100-річчю «Динамо». 2023 рік.

23 червня 1960 року було створено Російську республіканську раду «Динамо». У її підпорядкування перейшли російські республіканські, крайові та обласні організації «Динамо», які раніше підпорядковувалися безпосередньо Центральній раді товариства.
Після розпаду СРСР вона втратила зв'язок із усіма динамівськими організаціями поза межами Росії і отримало назву ГДО ВФСТ «Динамо» (Громадсько-державне об'єднання «Всеросійське фізкультурно-спортивне товариство „Динамо“»).
На 2022 рік у структурі російського товариства «Динамо» перебувало:
- 82 регіональні організації
- 15 організацій, наділених правами регіональних, що включають 19 міністерств і відомств — учасників динамівського руху
- 70 видів спорту, які культивує Товариство «Динамо», у тому числі 39 олімпійських видів та 14 службово-прикладних.
- 73 професійні команди в ігрових видах спорту, у тому числі 28 виступаючих у вищих лігах
- 882 спортивних секцій для дорослих
- 553 дитячих спортивних секцій
- 148 об'єктів спортивного призначення: спорткомплекси, стадіони, лижні бази, бази для занять веслуванням, плавальні басейни, біатлонні комплекси[13]

19 квітня 2023 року на честь столітнього ювілею товариство «Динамо» було нагороджено орденом Олександра Невського і відкрито сучасний музей Всеросійського фізкультурно-спортивного товариства, що поєднує в собі мультимедійні технології та спортивні реліквії.

### Керівники
- Котов Станіслав Серафимович (1991—1995)
- Латишев Петро Михайлович (1995—2000)
- Проничев Володимир Єгорович (2000—2016)
- Стржалковський Володимир Ігорович (2016—2019)
- Гулевський Анатолій Миколайович (2019—)

### Монети ЦБ РФ, присвячені 90-річчю «Динамо»

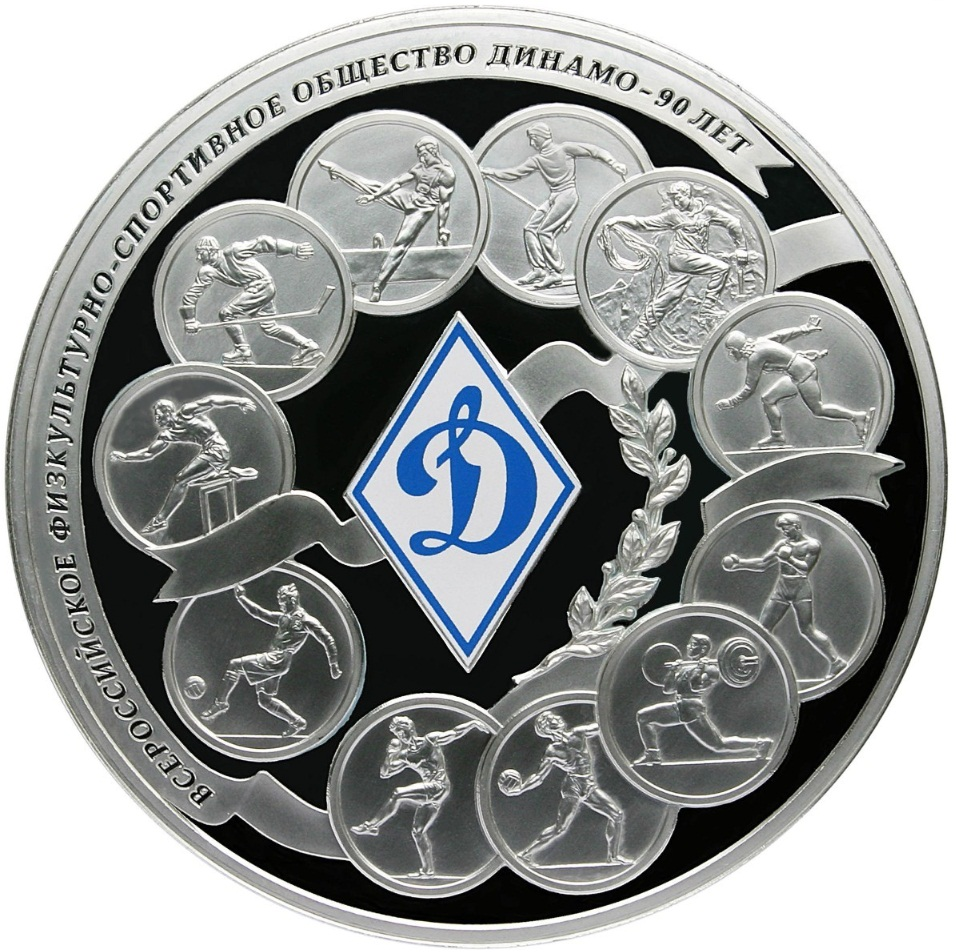
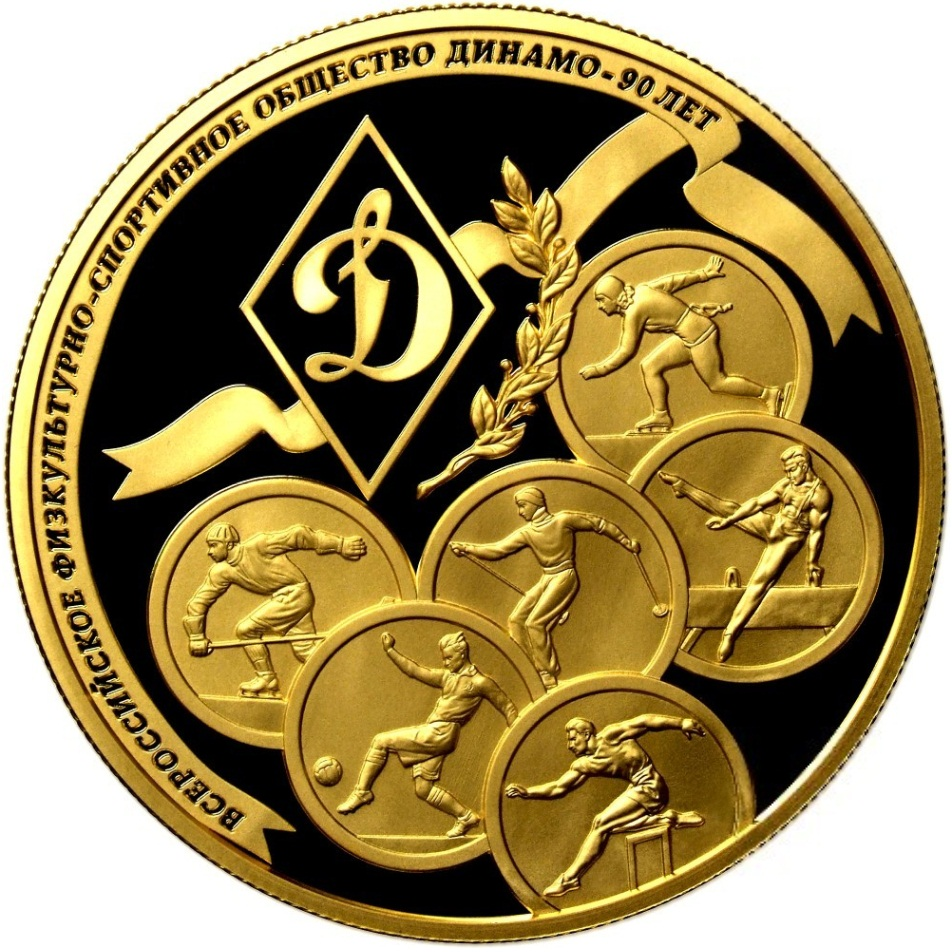
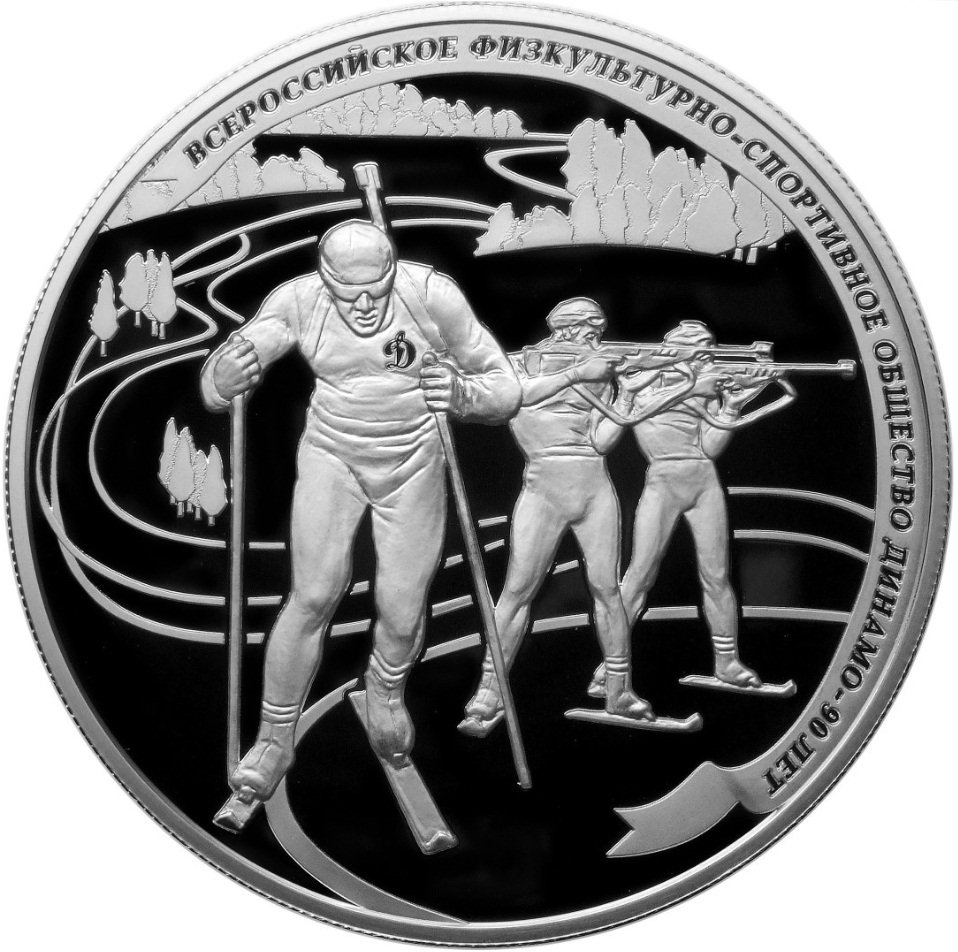
Біатлон
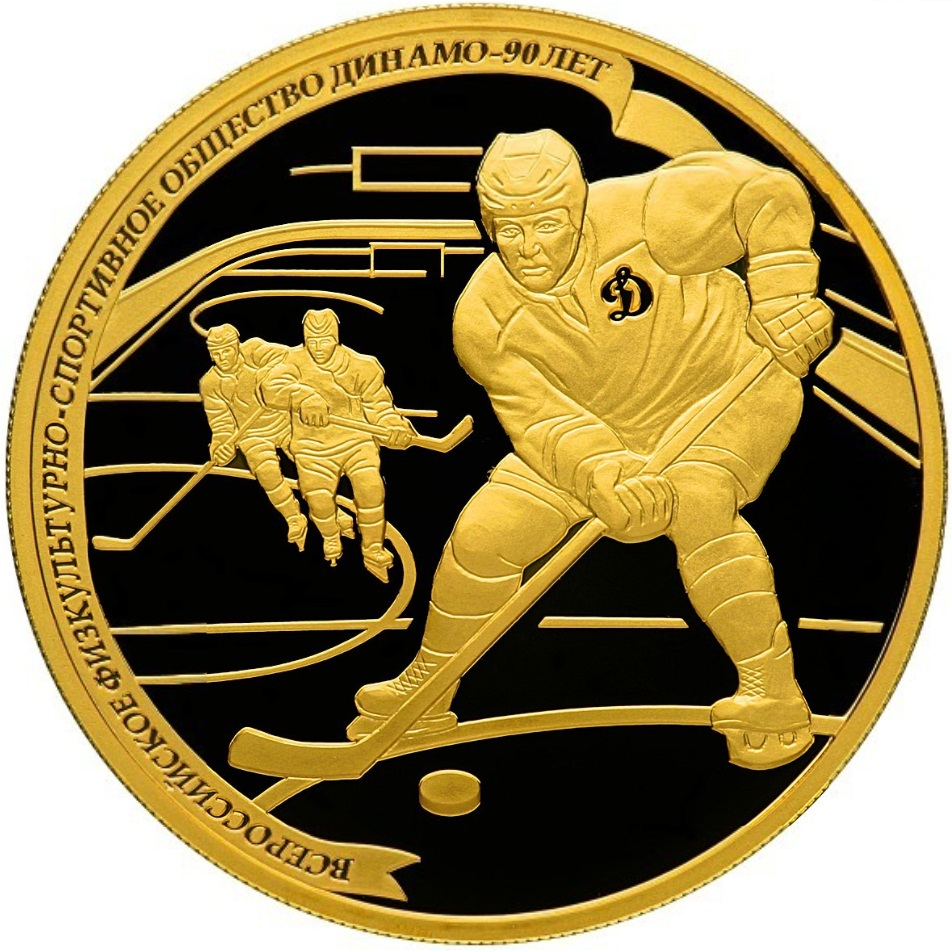
Хокей
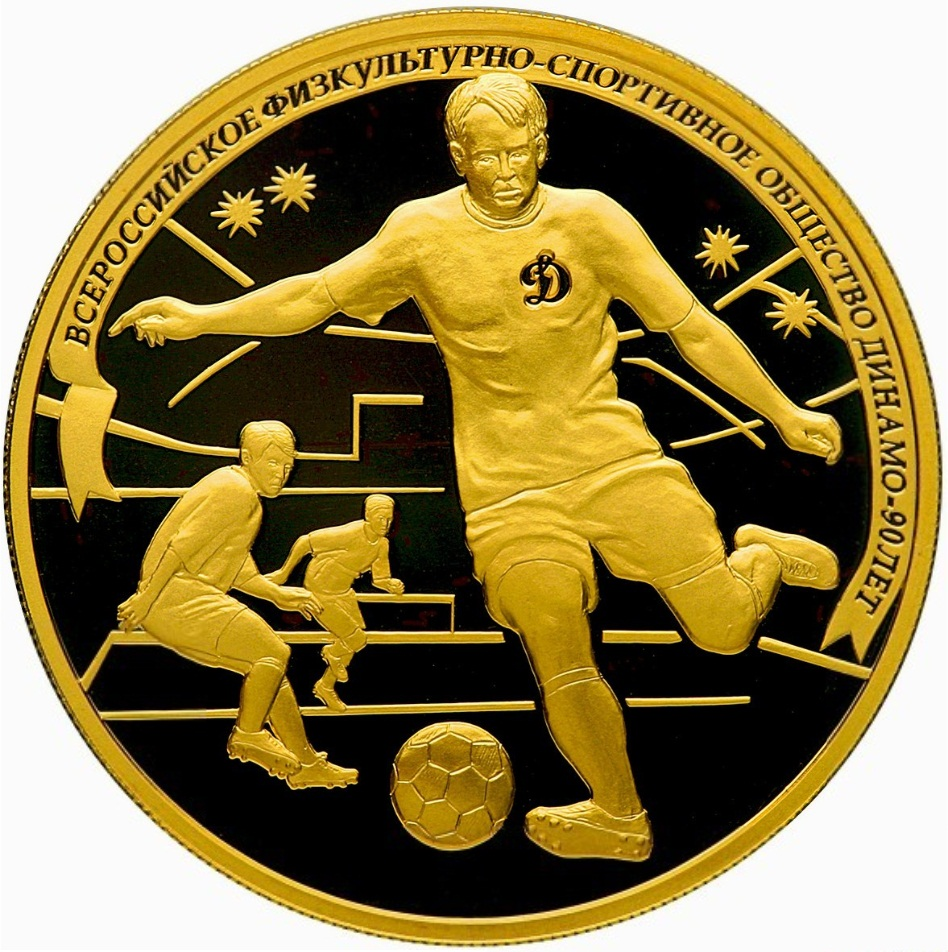
Футбол
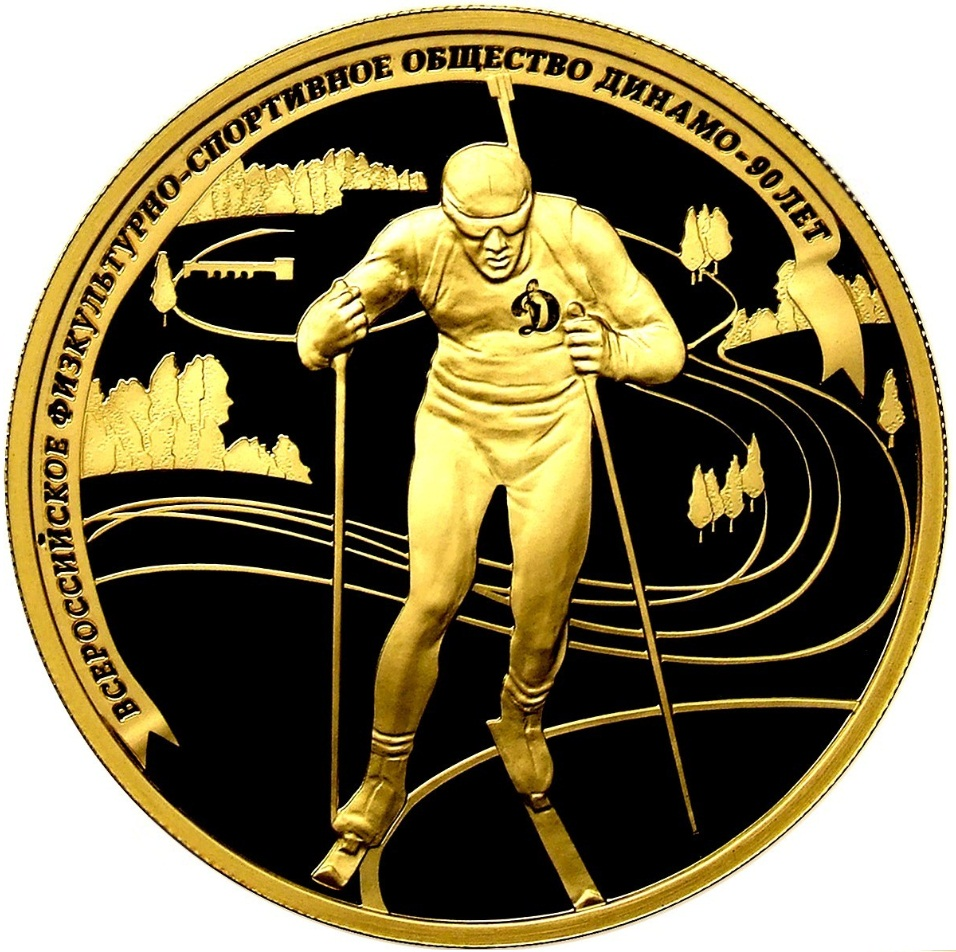
Лижний спорт

## Україна

Логотип «Динамо» часів УРСР.

В Україні організація називається ФСТ «Динамо» України і заснована у 1924 році. Спортсменами, інструкторами та тренерами «Динамо» здебільшого є співробітники різних державних правоохоронних та контрольно-наглядових органів та служб України.

## Білорусь

### Історія
На території Республіки Білорусь діє Білоруське фізкультурно-спортивне товариство «Динамо», засноване 1923 року. Наказом ОДПУ № 226 від 18 вересня 1925 року створено крайову раду ПСТ «Динамо».
12 травня 1928 року у Мінську відбулося спортивне свято, у програмі якого був футбольний матч між командами «Динамо» та кавалерійської дивізії.
У 1928 року у Москві проводилася I Всесоюзна спартакіада. У складі делегації БРСР значна частина спортсменів — від ПСТ «Динамо».
У червні 1941 року під час пожежі під час захоплення міста Мінська німецько-фашистськими окупантами було знищено весь архів Білради «Динамо». Саму Білраду разом із НКВС БРСР евакуйовано до Москви.
З січня 1944 року Білрада «Динамо» продовжила свою діяльність у звільненому Гомелі. 3 лютого 1944 року було видано постанову РНК БРСР № 202-5 "Про відновлення діяльності Білоруської організації Всесоюзного фізкультурно-спортивного Ордену Леніна товариства «Динамо».
У повоєнні роки Білрада «Динамо» мала наступну структуру: керівництво, оборонно-спортивний, фінансово-плановий та торгово-виробничий відділи, а також відділ постачання майном.
З 1991 року Білоруське фізкультурно-спортивне товариство «Динамо» — правонаступник ФСТ «Динамо» на території незалежної Республіки Білорусь.
Починаючи з 1992 року БФСТ «Динамо» збільшило представництво своїх спортсменів на Олімпійських іграх. На XXVIII літніх Олімпійських іграх 2004 року в Афінах (Греція) взяло участь 70 спортсменів-динамівців, з них 26 пройшли у вісімки найсильніших, а вісім вибороли медалі (1 золоту, 2 срібні та 5 бронзових).
Указом Президента Республіки Білорусь від 8.04.2004 р. № 180 товариство перетворено на республіканське державно-громадське об'єднання Білоруське фізкультурно-спортивне товариство «Динамо».
7 червня 2004 року відбулися XVI звітна та XVII виборна конференції БФСТ «Динамо». Було прийнято Статут, затверджено символіку товариства, обрано його центральні органи, нове керівництво.
Указом Президента Республіки Білорусь від 28.08.2004 р. № 406 затверджено Статут РДГО БФСТ «Динамо».
29 вересня 2004 року БФСТ «Динамо» отримало свідоцтво про державну реєстрацію № 002.
У 2005 році на стадіоні «Динамо» пройшов II Чемпіонат світу з пожежно-рятувального спорту, у 2006 році — VI Міжнародні спортивні ігри країн СНД.

### Керівники
- Бєльченко Сергій Савич (1945—1948), генерал-полковник
- Цанава Лаврентій Хомич (1949—1951), генерал-лейтенант
- Баскаков Михайло Іванович (1952—1954), генерал-майор
- Тимошенко Василь Карпович (1954—1957), генерал-майор
- Леднєв Петро Якович (1957—1961), полковник
- Климковськой Олексій Олексійович (1961—1967), генерал-лейтенант внутрішньої служби
- Шкундич Василь Мінович (1968—1988), генерал-майор
- Платонов Костянтин Михайлович (1988—1991), генерал-лейтенант внутрішньої служби
- Соболевський Люціан Броніславович (1991—1994), генерал-майор міліції
- Захаренко Юрій Миколайович (1995), генерал-майор внутрішньої служби
- Аголець Валентин Степанович (1995—1999), генерал-лейтенант
- Сіваков, Юрій Леонідович (2001—2004), генерал-лейтенант
- Бородич Юрій Федорович (2004—2013), генерал-майор
- Барієв, Енвер Різаєвич (2013—2014), генерал-лейтенант внутрішньої служби
- Колесник Геннадій Леонідович (2014—2017), полковник міліції
- Боровський Андрій Леонідович (2017—2019), полковник міліції
- Оберемко Ігор Миколайович (2019—)[17]

## Молдова
Молдавська організація товариства «Динамо» була створена 1926 року в Молдавській автономній республіці. А з 1940 року — як союзно-республіканська рада товариства «Динамо». У серпні 1944 року, на другий день після звільнення Кишинева від нацистів, Рада народних комісарів МРСР ухвалила рішення про відновлення діяльності «Динамо». Раду товариства у республіці очолював голова — міністр внутрішніх справ. У різні роки цю посаду обіймали М.Макєєв, П.Тутушкін, П.Кулик, І.Мордовець, М.Романов, М.Брадулов, Г.Лавранчук, В.Воронін, міністр нацбезпеки Ф.Ботнар. Керував роботою спорттовариства звільнений заступник голови.
Найбільш славетний період розвитку молдавського спорту та його досягнень припав на час роботи у «Динамо» Владлена Лиюрова. У травні 1966 року на звітно-виборчій конференції його обрали на посаду першого заступника голови молдавської республіканської організації «Динамо». Новий керівник прийшов після шести років роботи в апараті ЦК комсомолу Молдови, будучи кваліфікованим фахівцем та вихідцем із великого спорту. У «Динамо» він застав досить гнітючу картину. Спортивні результати «динамівців» на той час були слабкими. У збірних командах МРСР представників «Динамо» не було, а у збірних СРСР тим більше. Не було рекордів. А одного майстра спорту готували раз на кілька років тощо. На Спартакіаді народів СРСР збірна МРСР посідала 13-14 місця. Про «Динамо» навіть писали фейлетони.
На думку нового очільника треба було значно зміцнити апарат республіканської ради, зібрати та згуртувати колектив на основі трудової дисципліни, запровадити поточне та перспективне планування, якого не було. Адже є ціла наука, зведені плани олімпійської підготовки кожного номерного спортсмена, тобто. там було закладено медицина, фармакологія, відпочинок, навчально-тренувальний процес, яким має бути результат від змагання до змагання тощо, а також щоб у перспективі на рік-два, десять років досягати якихось конкретних рубежів було необхідно влити нову кров у тренерський колектив. Потрібно було запросити хоча б п'ять-сім відомих у країні фахівців, які реально працюватимуть. Їх було запрошено з-за меж Молдови. Спочатку Лиюров пішов до міністра Брадулова з проханням допомогти забезпечити житлом приїжджих тренерів, але підтримки не знайшов. Тоді він вирушив до Москви, до Центральної ради, Держплану, Мінбуду СРСР і попросив виділити необхідні капіталовкладення. Завдяки цьому спортсмени, тренери та прості робітники з «Динамо» за роки керівництва Лиюрова отримали 42 квартири. Також Владлен Іванович зумів «пробити» три трикімнатні мебльовані гуртожитки з домовою книгою (що забезпечувало прописку), де в кімнаті проживало не більше двох осіб. З Баку привезли тренерів зі кульової стрільби Людмилу та Альберта Парсеян. В Азербайджані вони підняли цей вид спорту на солідний рівень. Також Лиюров запросив зі Львова Ігоря та Іннесу Орлик — тренерів зі стрільби із лука. Вирішувалися й інші підступи.
Оскільки організація була невеликою, то й фінансування було незначним. «Динамо» було на повній дотації з Центральної ради. Для «Динамо» виділялось лише 170 тис. рублів на 1966 рік, у тому числі 25 тис. — на навчально-спортивну роботу. Тому новий очільник вирішив отримати гроші у Москві, де знайшов підтримку у керівництва ЦС. Вони дали фінансування на житлове будівництво та штатну чисельність двох спортивних команд у прикордонних та у внутрішніх військах. Потім виділили кошти та штати на дві спеціалізовані школи олімпійського резерву — з легкої атлетики, кульової стрільби та з лука. Завдяки збільшенню фінансування почали з'являтись і якісні вихованці, зокрема талановитий самородок Микола Журавський, Світлана Долженко. Вони були військовослужбовцями і користувалися всіма належними пільгами.

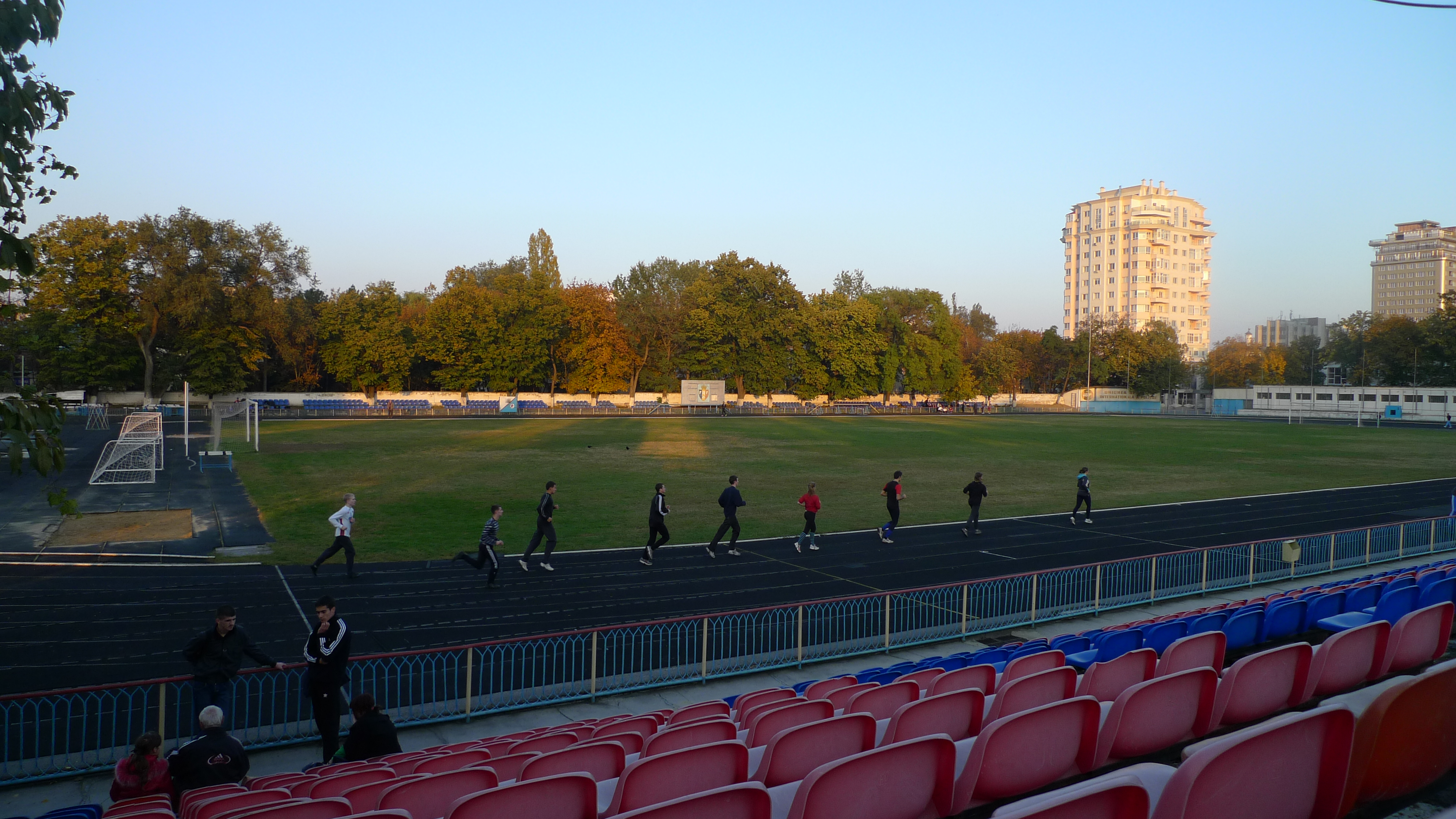
Стадіон «Динамо» у Кишиневі.

Також створювалася і матеріально-технічна база. Стадіон «Динамо» збудували військовополонені на колишній Німецькій площі. У середині 1960-х років стадіон був огородженою парканом територією, на якій було витоптане футбольне поле, гарові бігові доріжки, складські приміщення та будинок управління ради. Насамперед треба було привести стадіон у робочий стан. Лиюров домовився з керівництвом Центральної ради «Динамо», ті — з головним управлінням капітального будівництва спорткомітету СРСР. І для кишинівського «Динамо» виділили імпортні рулони регуполу для укладання бігових доріжок, секторів, спортмайданчиків. Цю роботу виконало московське спецуправління. На території стадіону збудували невеликий легкоатлетичний манеж, який дозволив не лише проводити тренування з цього виду спорту, а й дав поштовх розвитку стрільби з лука. Потім з'явилося стрільбище «Динамо» на Ришканівці. Було утворено ДЮСШ олімпійського резерву з кульової стрільби та стрільби з лука «Динамо», збудовано 25-метровий басейн (на вул. Асакі). Лиюров домігся фінансування з Москви будівництва 12-поверхового готелю для спортсменів, плавального басейну та медичного центру на території спорткомплексу, поряд із нинішньою Академією поліції. А між плавальним басейном та готелем мали намір побудувати госпрозрахункові тенісні корти або 50-метровий басейн, розрахований на вищу спортивну майстерність, адже почали з'являтись спортсмени світового рівня, такі як Юрій Башкатов.
Згодом новий керівник «Динамо» Володимир Воронін домігся будівництва прекрасного Палацу культури працівників МВС, який мав з'явитися навпроти кінотеатру «Гаудеамус», на роздоріжжі нинішніх вул. Асаки та Хінчештського шосе. Там планували відкрити зали для настільного тенісу, шашок та шахів, тренажерний зал, однак цим планам не судилося збутися через розвал Радянського союзу. Також «Динамо» відкрило свій медичний центр із трьома лікарями, біохімічною лабораторією. За 30 років Лиюров побудував та відремонтував загалом на 5,5 млн рублів.
Все це дало добрі результати. Перші олімпійські успіхи «Динамо» та молдавській республіці принесла штовхальниця ядра Світлана Долженко у 1972 році, на Олімпіаді в Мюнхені. Згодом на XXII Олімпійських іграх у Москві вона здобула срібну медаль. На 1980-ті роки «Динамо» щорічно готувало по сім-вісім майстрів спорту міжнародного класу та до 40 майстрів спорту СРСР.
У легкій атлетиці «Динамо» мало чимало досягнень. Молдовські «динамівці» Нестерук та Мамонтов були чемпіонами СРСР та Європи, В'ячеслав Лисенко, Лілія Вигодман, Анатолій Радул входили до молодіжної збірної СРСР. Також були талановиті дівчата у складі союзної молодіжної збірної команди з веслування на байдарках — чемпіони світу та Європи Єва Авербух, Євдокія Якобенко, Людмила Гречка. А Микола Журавський, який займався веслуванням на каное, повернувся з армії з прекрасним тренером Олександром Кирпиченком. Йому знайшли партнера у Білорусії Віктора Ренейського. Вони на XXIV Олімпійських іграх в Сеулі 1988 року перемогли двічі, здобувши дві золоті медалі. І вісім років по тому, на Олімпіаді в Атланті 1996 року, ця пара знову успішно виступила, повернувшись на батьківщину з двома срібними медалями.
На тій же олімпіаді 1988 року у змаганнях зі пістолетної стрільби, Геннадій Лисоконь вийшов у фінал, а плавець Юрій Башкатов завоював «срібло» і в 1992 році на Олімпійських іграх у Барселоні він знову став срібним призером, а «динамівець»-важкоатлет Тудор Касапу — чемпіоном.
Спортсмени клубу «Динамо» були основою олімпійської збірної Молдови на всіх Олімпійських іграх з 1992 року.
У 2000 році на Олімпіаді в Сіднеї боксер Віталій Грушак посів третє місце, а Олег Молдован у змаганнях із кульової стрільби — друге, при цьому його відокремила від чемпіона лише одна десята очка.
Коли розвалився Радянський Союз, у суверенній республіці виявилися «зайвими» ДСТ «Локомотив», «Колгоспник», «Молдова» та «Трудові резерви». Їх більше не було, але залишилася матеріальна база. Також хотіли знищити клуб «Динамо», проте він зумів вистояти. Протягом року із Центральної ради всесоюзного товариства «Динамо» надходили кошти, щоби підтримати молдавське «Динамо». І цілий рік Лиюров намагався зберегти його. У цій боротьбі за існування «Динамо» його керівнику багато в чому допоміг статус першого депутата в незалежній Молдові парламенту. На початку 1990-х деякі люди накинули оком на власність «Динамо». В першу чергу на стрільбища в циганській балці (на Ришканівці), яке є красивою природною чашею, що потопає в зелені та маленьким готелем. Сюди на всесоюзні збори приїжджали найкращі спортсмени та тренери із сучасними методиками. Молдавським спортсменам та тренерам це давало змогу побачити всі тонкощі майстерності. Але на його місці хотіли збудувати котеджі. Також була спроба відібрати госпіталь МВС, але Лиюрову вдалося привести на парламентську комісію з охорони здоров'я міністра внутрішніх справ Анточа, заручитися підтримкою більшості членів цієї комісії та відстояти госпіталь, збудований на гроші союзного МВС.
Так, у результаті тривалих дебатів 8 лютого 1993 року було підписано постанову Уряду РМ № 45, якою на базі молдавської республіканської ради «Динамо» засновано Центральний спортивний клуб «Динамо». Його засновниками стали МВС та міністерство національної безпеки (пізніше — СІБ). Нова назва несла в собі ідею включити до його складу дрібніші клуби в прикордонних військах, у військах карабінерів, у Кишинівському гарнізоні поліції, Бельцькому комісаріаті поліції та Гагаузії.
Після відходу Лиюрова з «Динамо» у 1997 році прийшли інші керівники та змінилися пріоритети. Вони не знайшли фінансування на такий дорогий вид спорту, як кульова стрільба, і маститих тренерів розігнали. Також товариство втратило борцівську залу з трьома килимами, проте замість них зробили майданчик для волейболу. Залишилося дуже мало тренерів з боротьби через брак фінансування.
2018 року вирішили змінити виконану в класичній графіці емблему та прапор, які на той час існували вже 23 роки.
Також з 2002 року існує самостійне ФСТ «Динамо» у невизнаному Придністров'ї.

## Грузія
Наприкінці 1925 року у журналі «Фізична культура» було опубліковано статтю, у якій повідомлялося народження нової команди «Динамо». Фізкультура, вплетена в ідеологію класової боротьби, не лише боролася за спортивні здобутки, а й була носієм державної ідеології. Здорове тіло мало дати радянському громадянину здоровий дух для протистояння ворогові. Спорт був перетворений на воєнізовану фізичну активність — громадянам СРСР слід бути в бойовій готовності і, наприклад, опановувати техніку стрілянини. Тому щоб співробітники грузинського ЧК мали ще один вид фізичної активності, був створений футбольний клуб «Динамо» (Тбілісі). Була ще гімнастика, дуже популярна була стендова стрільба.
А одним із найкращих стрільців товариства був Лаврентій Берія. У тбіліському «Динамо» однозначно був важливий фактор Берії. Берія хотів, щоб у НКВС був найкращий клуб, і для цього він нічого не шкодував і ні від чого не відступав. Берія дуже пишався стрільцями «Динамо», які не лише посіли перше місце у союзних змаганнях, а й обійшли команду снайперів із Німеччини.

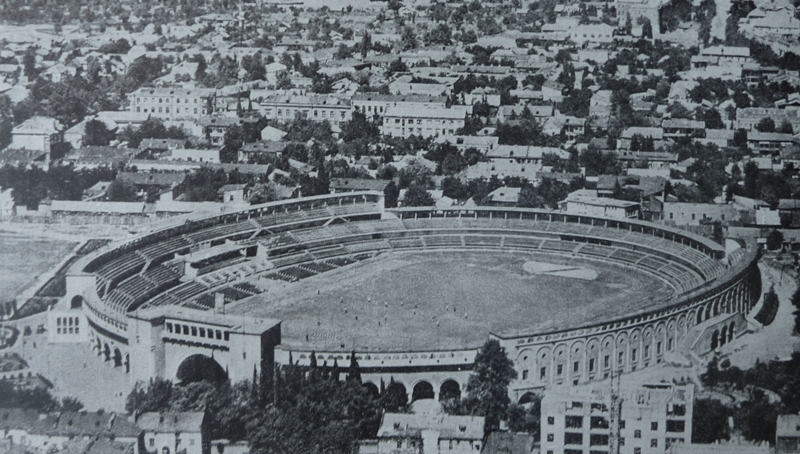
Стадіон «Динамо» у Тбілісі. 1935 рік.

Невдовзі з'ясовується, що «Динамо» має бажання сформуватися інституційно. 1929 року, коли клуб був на шляху до становлення, Лаврентій Берія сам вибирав, хто гратиме в команді. Він по всій Грузії знаходив найкращих гравців і звозив їх до Тбілісі. Хоча це було не так просто навіть для Берії, оскільки це сприймалося як відхід від радянської ідеології та крен у бік буржуазного спорту. За цим була публічна критика в газетах. Прагнення до чемпіонства та бажання зібрати найкращих футболістів сприймалися як прояв капіталізму. Відповідно до ідеї радянської фізкультури, у футбол слід було грати лише для фізичного оздоровлення. Але на одній із зустрічей Берія сказав, що грати у футбол — це одне, але створення професійної команди потребує іншої дисципліни.
Варто враховувати і те, що вік спортсменів на той час був дуже молодим, а термін гри — недовгим. Футбольна кар'єра завершувалася у 28 років, а у 30 гравці вважалися вже ветеранами. Таким чином з'являлось багато 30-річних молодих людей, який раніше ніде не працювали та нічим не займалися, окрім спорту. Водночас у НКВС вони могли отримати продовження кар'єри, отримуючи при цьому житло і хорошу зарплату — на той час у співробітників НКВС зарплата була вищою, ніж у інших працівників, і майже дорівнювали професорським. Ще їм пропонували прописку у місті — тоді було дуже складно змінити місце проживання.
Таким чином багато футболістів тбіліського «Динамо» продовжували кар'єру у міністерстві внутрішніх справ. Одним із таких гравців був капітан тбіліського «Динамо» Михайло Асламазов, який покінчив собою на тій вулиці Інгороква. 16 грудня 1937 року він стрибнув із четвертого поверху будівлі МВС. Складною виявилася і доля головного тренера тбіліського «Динамо» Чічіко Пачулія. 1937 року з тренерського крісла він потрапив крісло наркома внутрішніх справ Абхазії. З ініціативи колишнього футбольного наставника у будівлі НКВС було створено т.з. «мокрий карцер». Це був невеликий бетонний підвал без вікон, підлога якого була заповнена водою висотою до 20 сантиметрів. У таких умовах — без питної води та каналізації — ув'язнені проводили не один день. У 1955 році, коли разом з представниками клану Берія був заарештований і Чічіко Пачулія, він дивом уникнув розстрілу і відбувся вироком — 25 років у виправно-трудовому таборі.
Втім поступово почала виникала проблема з часом — до спортсменів уже з'явилися вимоги. До 1936 року епоха професійних чекістів добігала кінця. В цей же час починається епоха фактично професіонального футболу, і Борис Пайчадзе і всі відомі футболісти пізнішого періоду фіктивно оформлялися як співробітники НКВС, але вже не були активними чекістами. Будувати кар'єру в НКВС здебільшого намагалися гравці, які не досягли успіху на полі.
В результаті за радянських років футбол став однією з основ грузинської національної ідентичності. Дітище Лаврентія Берія, тбіліське «Динамо», перетворилося на найвідомішу з грузинських команд та одну з найсильніших команд СРСР — вона 20 разів вигравала медалі чемпіонату Радянського Союзу. Але головним тріумфом клубу стала перемога у 1981 році у Кубку володарів кубків, що стало вінцем грузинського футболу.
Після проголошення незалежності Грузії «Динамо» продовжує залишатись однією з найкращих команд країни. Це найтитулованіший грузинський клуб. Домашнє поле команди — стадіон «Динамо-Арена». Колись його було названо на честь Берія, але сьогодні він носить ім'я Бориса Пайчадзе — гравця, переведеного до клубу за рішенням самого Лаврентія Павловича.

## Вірменія
Спортивне товариство «Динамо» також діє у Вірменії.
Вірменське республіканське фізкультурно-спортивне товариство імені Володимира Ілліча Леніна було засноване 20 грудня 1925 року в Єревані. Організаторами були Х. Гаргалоян, Х. Симонян, Г. Аліханян, А. Степанян. У жовтні 1931 року відбулася установча спартакіада «Динамо». У 1932—1941 роках «Динамо» видавало журнал «Динамо Радянської Вірменії». У 1935 році був організований колектив «Юнацьке Динамо».
1930—1940-ві роки динамівці, рекордсмени та чемпіони світу та СРСР сприяли розвитку спорту у Вірменії. Серед них були С. Амбарцумян, Р. Манукян (важка атлетика), Г. Ізраїлян, Е. Арисаакесян (бокс), С. Варданян, А. Карапетян, А. Назарян (боротьба), В. Васильян, А. Сокрюков (плавання), п'ятиборець І. Новіков, Н. Мушегян (вільна боротьба), В. Овсепян (легка атлетика), К. Босаанджян (стрільба), В. Захаренко (п'ятиборство), К. Сароян, С. Дурьян (бокс), С. Кочарян, В. Кувшинкін, Д. Амбарцумян (стрибки у воду), В. Арутюнян (класична боротьба), Е. Антонян, Г. Варданян, Б. Бурназян (настільний теніс), Н. Аветисян (велоспорт), А. Карагян (фехтування), Г. Торосян, Р. Ованесян, Г. Мовсісян, А. Мелконян (важка атлетика). Чоловіча збірна з настільного тенісу виграла Кубок СРСР 1973 року. У «Динамо» займались на той час 22 видами спорту.
У 1955—1975 роках «Динамо» підготувало 3 заслужених майстрів спорту СРСР, 15 майстрів міжнародного класу, 293 майстри спорту СРСР, 5 заслужених майстрів СРСР, 45 заслужених тренерів СРСР, 8 світу, 13 чемпіонів і призерів Європи, 134 чемпіони СРСР. «Динамо» мало спортивні зали, майданчики, басейни, тири та інші споруди, де проводяться всесоюзні та міжнародні змагання. У 1973 році з ініціативи головного управління «Динамо» в Єревані була відкрита перша дитячо-юнацька школа стрибків у воду.
За даними на 1976 рік у товаристві навчалось 5 тис. юнаків.

## Казахстан

### Історія
Казахстанське громадське об'єднання Фізкультурно-спортивне товариство «Динамо» було засноване в 1925 році і до проголошення незалежності Казахстану було частиною загальносоюзного товариства.
У незалежному Казахстані спортсменами товариства за період з 1992 року до 2012 року було завойовано 45 олімпійських медалей, у тому числі 13 золотих, 15 срібних та 17 бронзових.
З цих років ними завойовано 35 золотих, 34 срібних та 43 бронзових нагород на літніх та зимових Азіатських іграх.
За ці 20 років динамівці 71 раз піднімалися на п'єдестали чемпіонатів світу, здобувши 22 золоті, 12 срібних та 37 бронзових медалей. 67 представників нашого товариства стали заслуженими майстрами спорту Республіки Казахстан. 140 динамівців виконали норматив майстрів спорту міжнародного класу.
На Олімпійських Іграх у Лондоні взяли участь 64 динамівські спортсмени, які здобули 11 медалей, з яких 5 найвищої гідності, одна срібна та п'ять бронзових.

### Поточний стан
Товариство «Динамо» об'єднує такі правоохоронні органи як МВС, КНБ, Генеральна прокуратура, МНС, АБЕКП (фінансова поліція) та Комітет митного контролю Міністерства фінансів.
Громадське об'єднання ФСТ «Динамо» Республіки Казахстан зареєстроване у Міністерстві юстиції РК, статут затверджено рішенням республіканської Конференції.
Наразі понад 90 тисяч співробітників правоохоронних органів та інших спеціальних структур є членами фізкультурно-спортивного Товариства «Динамо», які об'єднані у 380 колективів фізичної культури. У Товаристві діє 415 секцій, у яких регулярно займаються близько 10 тисяч співробітників. У філіях товариства працюють 155 дитячих секцій з 33 видів спорту, в яких займаються 3200 дітей. Товариство шефствує над 29 дитячими будинками та школами-інтернатами. Із підшефними дітьми займаються спортом 110 тренерів. Загалом у товаристві культивується 35 видів спорту, з них 17 — з олімпійських видів спорту.
Аналіз діяльності Товариство «Динамо» в галузі спорту вищих досягнень показує, що до списків штатних національних спортивних команд та Центрів Олімпійської підготовки входять понад 200 спортсменів-динамівців основного та 250 резервного складу. 75 % спортсменів-динамівців із загального числа перебувають на стипендіях Національного Олімпійського Комітету.
У 14 обласних та 4 міських радах «Динамо» ведуть роботу на громадських засадах понад 80 тренерів, з них 20 на ставках ЦС ФСТ «Динамо».
Щорічно динамівцями проводяться Республіканські Чемпіонати зі службово-прикладних видів спорту, в яких беруть участь усі правоохоронні органи та Міністерство оборони Республіки Казахстан. Також щорічно проводяться спортивно-масові та фізкультурно-оздоровчі заходи, спартакіади серед найкращих сільських районних відділів поліції, навчальних закладів, чемпіонати зі службово-прикладних видів спорту (боротьба самбо, стрільба з бойової зброї, рукопашний бій) та республіканські турніри (волейбол, міні-футбол).

## Киргизстан
У Киргизії при Державному Політичному Управлінні 1927 року було організовано Пролетарське спортивне товариство «Динамо». Головою правління «Динамо» у квітні 1927 року було обрано Кекіка (начальника Киргизького обласного ОДПУ).
За період існування «Динамо» виховало:
18 — заслужених тренерів Киргизької Республіки;
3 — заслужених тренерів СРСР;
3 — заслужених майстрів спорту СРСР;
2 — Чемпіон Олімпійських ігор.
Після того, як розвалився СРСР, товариство повністю перестало отримувати фінансування з центрального апарату. Двічі воно опинялося на межі банкрутства. Співробітники не отримували зарплати три роки, але організація вижила. Втім за цей час у Талаській області спортивний комплекс «Динамо» пішов у приватні руки. Втім динамівцям вдалося повернути свою колишню власність через суд.
КФСТ «Динамо» довелося розпочати заробляти самостійно. Тодішній міністр внутрішніх справ Омурбек Кутуєв почав активно розвивати спорт. З'явилася своя футбольна команда, почалося відновлення спортивних споруд. На базі «Динамо» було створено міліцейський навчально-тренувальний центр. Завдяки цьому вони змогли зберегти всі динамівські спортивні споруди. Зараз у товариства діє три об'єкти: центральний, південний та північний спорткомплекси. Туди входять футбольні поля, борцівські зали, стрілецькі тири, майданчик для загальнофізичної підготовки та центр з національних видів спорту.

### Керівники
| З 30-40-х років | Балін В. Ф.       |
| У 50-х роках    | Юртаєв            |
| 1958-1959       | Шабалін Д. К.     |
| 1960-1983       | Кривов І.         |
| 1983-1987       | Пухальський В. І. |
| 1987-1991       | Турусбеков С. С.  |
| 1991-1995       | Акматов Дж.       |
| 1995-1998       | Чолушев К. Т.     |
| 1998-2005       | Зубов С. І.       |
| 2005–?          | Мадалієв Т. М.    |
| ?               | ?                 |
| ?               | Рисалієв З. К.    |
| ?–2016          | Турганбаєв М. Т.  |
| 2016-2020       | Джунушалієв К. А. |
| 2020–           | Ніязбеков У. О.   |

## Таджикистан

### Довоєнний період
Початок фізкультурно-спортивного руху в Таджикистані нерозривно став пов'язаний з утворенням в республіці товариства «Динамо». У Таджикистані, як і в інших республіках Союзу, звістку про створення всерадянського товариства «Динамо» зустріли з ентузіазмом.
Динамівська організація Таджицької Автономної РСР спочатку розвивався у складі Середньоазійської Крайової Ради пролетарського товариства «Динамо», організованої в Ташкенті 1925 року. Керівним органом цієї спортивної організації стало Правління Таджицького Пролетарського Спортивного товариства «Динамо» в Душанбе. Воно об'єднувало товариства «Динамо» в Душанбе, Сарай-Камарі (пізніше в Пянджі) і на Памірі в Хорозі, а також осередки в районах. Таким чином вже з перших років динамівська організація охоплювала своїм впливом значну частину території республіки.
Фізкультурно-спортивне товариство «Динамо» в Таджикистані стало першою офіційною структурою, що займається безпосередньо розвитком фізичної культури та спорту.
Багато років вона була єдиною в республіці і не знала, по суті, ніякої конкуренції, оскільки інші спортивні товариства в республіці з'явилися пізніше.
Перші кроки товариства «Динамо» в Таджикистані пов'язані з діяльністю Чеслава Путовського, який став першим його головою. Найбільша увага спочатку приділялась військово-прикладним видам спорту, насамперед, стрілецькому і кінному. Активно проводились фізкультурні походи, кроси, піші, кінні, лижні переходи. Вони мали не лише спортивний характер, їх завдання включали вивчення важкодоступних гірських місць, а також зустрічі з їхніми жителями.
З перетворенням 1929 року Таджицької АРСР в союзну республіку настає перший етап діяльності динамівської організації. 19 червня 1932 року Правління Таджицького товариства «Динамо» було перетворене на Таджицьку республіканську Раду пролетарського спортивного товариства «Динамо».
Спортсмени товариства активно допомагали населенню у господарських справах, брали участь у будівництві великих адміністративних та житлових будівель у столиці республіки, у збиранні металобрухту, спорудженні Комсомольського озера, будівництві першої спортивної бази — стадіону «Динамо». Вони діяли у впровадженні комплексу ГТО, брали шефство над молоддю у навчанні стрілецькому спорту.
На стадіоні «Динамо» у серпні 1935 року пройшла перша Всетаджицька спартакіада. Динамівські легкоатлети Євген Пуцілло та Зінаїда Бєляєва встановили рекорди республіки в багатьох видах програми. Зінаїда Бєляєва стала також однією з перших жінок Таджикистану, які здійснили стрибки з парашутом із літака.
У цей період відбувається становлення сталінабадської футбольної команди «Динамо», яка у 1930-50 роках була найсильнішою в Середній Азії та представляла республіку у матчах на першість СРСР.
Також товариство почало розвивати альпінізм. 25 динамівців, у тому числі чотири жінки, здійснили сходження на безіменний пік у районі Хорога.
Наприкінці 1930-х років столичний стадіон «Динамо» був значно реконструйований. Тут спорудили трибуни на 1500 місць, тенісні корти та гімнастичне містечко, а також було оновлено стрілецький тир.
Спортивний сезон 1939 року почався з успішного виступу команди легкоатлетів-динамівців в 11-кілометровій естафеті вулицями столиці, де вони посіли перше місце.
Напередодні другої світової війни у товаристві «Динамо» плідно працюють спортивні акції з футболу, легкої атлетики, волейболу, кульової стрільби, тенісу, регбі, гімнастики, кінного спорту, баскетболу, городків, фехтування, плавання та самбо.

### Повоєнний період
У повоєнні роки динамівці посідали перші місця в республіці з багатьох видів спорту. Динамівські стрілки А.Тілик, І.Богданов, І.Козлов першими в республіці виконали норматив майстра спорту. Анатолій Тілик першим у Таджикистані завойовав звання чемпіона та рекордсмена світу у стрільбі з гвинтівки. Майстер спорту Анатолій Арапенко у складі збірної команди СРСР посів перші місця на міжнародних змаганнях в Угорщині, НДР, Чехословаччині, Польщі, Болгарії у бігу на 200 та 400 метрів з бар'єрами.
У 1960-70-х роках у спорттоваристві «Динамо» особливий розвиток отримує велоспорт. На трасах багатьох країн світу успішно виступають душанбінські велогонники Станіслав Шепель, Олександр Тихонов, Саїд Гусейнов.
Динамівська організація стала основоположником розвитку в республіці стрільби з лука, яке розпочалося восени 1969 року. За короткий термін душанбінські лучники вийшли на всесоюзну та міжнародні арени. Першим норматив майстра спорту виконує Олександр Панжин, який потім неодноразово здобував звання чемпіона СРСР, Спартакіади народів СРСР, призера чемпіонату світу та Європи, а вихованка «Динамо» стрілець із лука Зебінісо Рустамова стала першою в республіці чемпіонкою та рекордсменкою світу, першим призером Олімпійських ігор у цьому виді спорту.
Динамівець із Душанбе Анатолій Старостін на Олімпійських іграх у Москві виграв золоту медаль у змаганнях із сучасного п'ятиборства. Знаменно, що він вписав своє ім'я в історію спорту і як перший радянський спортсмен, який завоював звання олімпійського чемпіона з сучасного п'ятиборства в особистому заліку.
У 1980-х роках успіх приходить до динамівців у настільному тенісі. Інна Коваленко стала чемпіонкою Європи, а згодом і бронзовим призером чемпіонату світу. На Спартакіадах народів СРСР динамівці-тенісисти посідали перші місця серед спортивних товариств союзних республік.
Веслування на байдарках і каное також принесли таджицькому товариству «Динамо» великі перемоги. Тахір Камалетдінов став бронзовим призером чемпіонату світу.
Успішно виступали на міжнародній арені велосипедисти О.Борзунов та С.Сулейманов та майстер кульової стрільби Є.Торкіна, але головною гордістю спорттовариства «Динамо» став метальник молота Андрій Абдувалієв. На його рахунку багато перемог, зокрема золота медаль на Олімпійських іграх.
В активі динамівців були і досягнення з інших видів спорту — стрибків у воду, вільної та класичної боротьби, самбо, баскетболу, фехтування.

## Латвія
Спортивне товариство «Динамо» у Латвії утворилося наприкінці вересня 1940 року. На його чолі став народний комісар внутрішніх справ Альфонс Новікс. Своїм спортсменам «Динамо» обіцяло добре оплачувану роботу, але обіцяні добрі посади були доступні лише в міліції, охороні в'язниць та пожежній службі.
Найсильнішою секцією товариства стала хокейна команда «Динамо» (Рига). Наприкінці січня 1941 року розпочалися перші змагання майстрів ЛССР з хокею, у яких перше місце посіло саме ризьке «Динамо». Цікаво, що у статистиці Латвійського хокею в радянський період цей турнір не згаданий, і як перший чемпіонат ЛРСР згадується той, що пройшов у 1945/46 році і його також виграло «Динамо». Надалі команда виступала в чемпіонаті СРСР.
Ризьке «Динамо» було однією з одинадцяти команд, яка брала участь у історичному першому чемпіонаті СРСР з хокею, який відбувся у сезоні 1946/47 років. «Динамо» Рига закінчила той перший сезон на четвертому місці, залишившись позаду москвських «Динамо», «ЦСКА» і «Спартака», таким чином рижани були найпершою командою турнірної таблиці не з Москви. «Динамо» (Рига) також стало відоме тим, що стало першою командою, яка використовувала чотири лінії гравців (12+8), коли у всьому світі грали в три лінії, а воротар ризького «Динамо» Харійс Меллупс був одним з найкращих воротарів СРСР.
У 1975 році відбулася ще одна знаменна подія, гравець «Динамо» Рига, Віктор Хатлуєв став першим гравцем з СРСР, який був на драфті у команди Національної хокейної ліги. Він був задрафтований командою «Філадельфія Флаєрс» у 9 роунді під загальним номером 160, але у нього так і не було шансів грати в НХЛ, оскільки радянським гравцям було заборонено грати за іноземні клуби.
У сезоні 1976/77 зірка «Динамо» (Рига) Гельмут Балдеріс був лідером у сезоні за очками, за забитими голами і отримав нагороду найкориснішого гравця в сезоні. Також він був лідером за очками у сезоні 1975/76. У своїй кар'єрі в Радянському Союзі він забив 333 голи, був найстаршим гравцем (36 років) задрафтованим за всю історію НХЛ, а також був першим латишем який грав у НХЛ.
У сезоні 1986/87 року інша латвійська зірка Артурс Ірбе розпочав свою кар'єру за «Динамо» (Рига) і 1991 року теж перебрався до НХЛ.
У сезоні 1987/88 років ризький клуб під керівництвом Володимира Юрзінова домігся найвищого досягнення у своїй історії, ставши срібним призером чемпіонату СРСР, поступившись лише безумовному лідеру радянського хокею ЦСКА у фінальній серії плей-оф.
Після відновлення незалежності спадщина «Динамо» була ліквідована, однак «Динамо» повернулося вже 1998 року. Шефом товариства став Юріс Лябіс, відставний генерал пожежної служби.

## Румунія

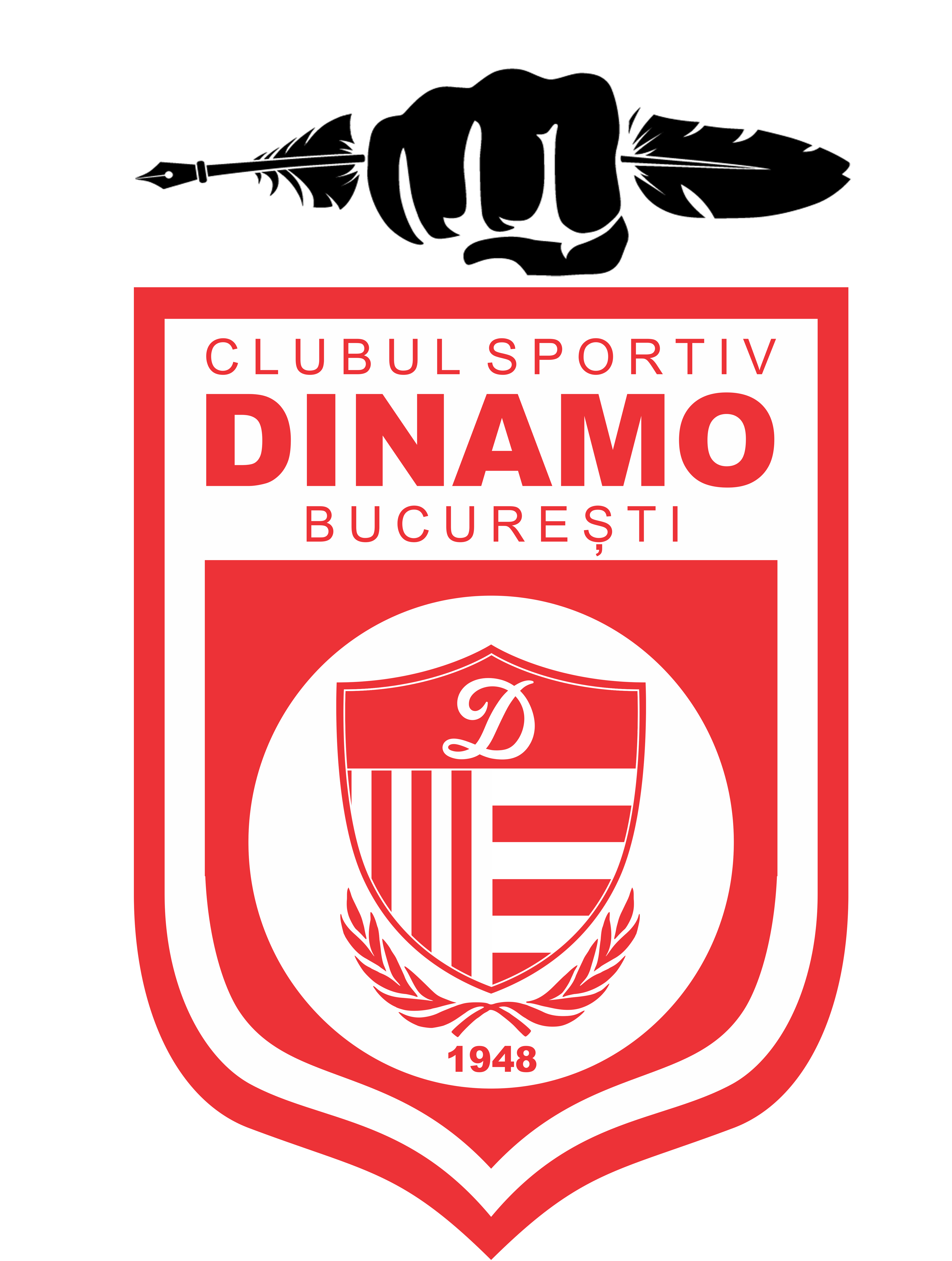
Логотип КС «Динамо» Бухарест

Мультиспортивний клуб «Динамо» Бухарест був створений Міністерством внутрішніх справ Румунії 14 травня 1948 року. Це один із трьох найбільших румунських спортивних клубів, поряд із «Стяуа» та «Рапідом».
З 1956 по 2020 роки спортсмени клубу здобули 131 медаль (38 золотих, 44 срібних, 49 бронзових), що становить понад 30 % від загальної кількості медалей, здобутих країною за 97 років з моменту першої румунської олімпійської медалі (бронза в Парижі 1924). Олімпійський внесок «Динамо» становить понад 40 % олімпійського рекорду Румунії за всю її історію.
Крім того бухарестські динамівці з моменту заснування клубу і до 2020 року здобули 1163 медалі на чемпіонатах світу (398 золотих, 373 срібних, 392 бронзових),1621 медаль на чемпіонатах Європи (536 золотих, 516 срібних, 569 бронзових), 7 медалей (3 золоті, 3 срібні, 1 бронзова) на Європейських іграх, 3854 медалі (1338 золотих) на Балканських іграх, 206 медалей (77 золотих) на Універсіадах та багато інших. Крім того динамівці встановили 5 олімпійських світових рекордів, 4 світові, 2655 національних а також здобули 12 900 титулів чемпіонів Румунії у різних дисциплінах.

## НДР

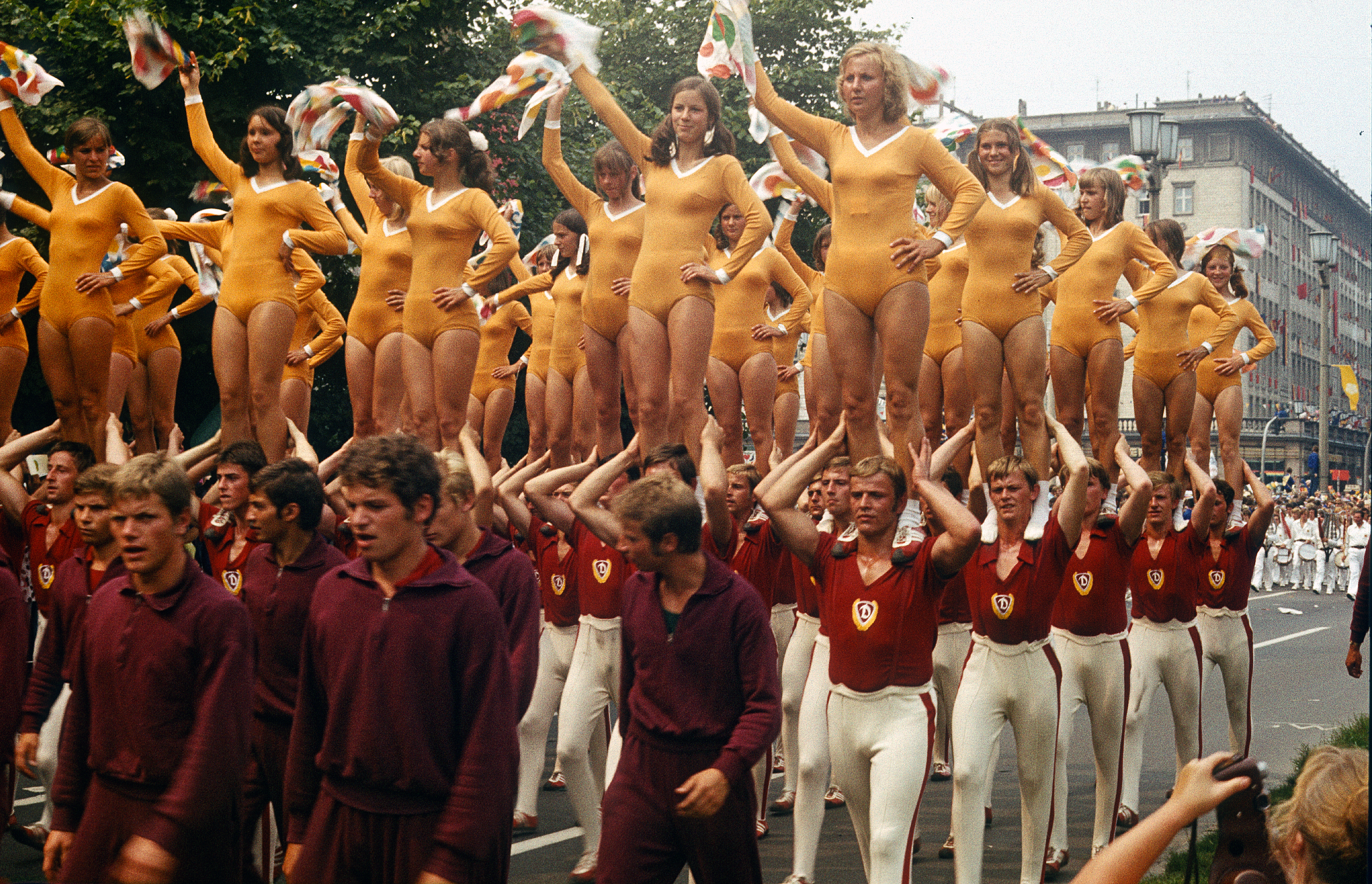
Спортсмени товариства «Динамо» на Всесвітньому фестивалі молоді та студентів. Східний Берлін, 1973 рік.

Спортивне товариство «Динамо» в Німецькій Демократичній Республіці було засновано 27 березня 1953 року.
Створювалося за моделлю радянського «Динамо» як спортклуб поліції та органів держбезпеки НДР. На практиці було найбільшим, лідируючим спортивним товариством країни, яке користувалося підтримкою держави. Протягом усієї історії існування (1953—1990) його президентом був міністр державної безпеки НДР Еріх Мільке. Станом на 1976 рік членами товариства були понад 247 тис. осіб, у ньому було зайнято понад 20 тис. тренерів.
На рахунку спортсменів «Динамо» близько 215 олімпійських медалей, у тому числі 45 золотих.

Еріх Мільке був звільнений з посади голови в грудні 1989 року і його посада залишалась вакантною до розпуску організпції в 1990 році. Після об'єднання Німеччини в 1990 році німецькі ЗМІ розкрили систематичне вживання допінгу спортсменами «Динамо» з 1971 по 1989 рік. Допінг застосовувався під наглядом Штазі та за повної підтримки уряду. 

Емблема спортивного товариства «Динамо», НДР
Прапор спортивного товариства «Динамо», НДР
Емблема ФК «Динамо» Дрезден
Емблема ФК «Динамо» Берлін

## Югославія
9 червня 1945 року, через десять днів після звільнення Загреба, робітники та службовці муніципальних компаній та установ міста Загреб у великій кількості зібралися в будівлі «Електри» за адресою Гундулічева, 32, щоб заснувати власний гімнастичний клуб.
Клуб був названий на честь радянського «Динамо». Тодішній спортивний комісар Загреба Івиця Медарич запропонував назву «Динамо», яка була прийнята через тісні стосунки з СРСР.
У той повоєнний час не було можливості заснувати чи сформувати виключно футбольний, баскетбольний чи будь-який інший клуб, який би представляв лише один вид спорту. Керівництво держави, відповідальне за спорт, наполягало на масовості, тому тоді було ухвалено рішення про реорганізацію спорту за радянським зразком, щоб усі клуби були перетворені на фізкультурні товариства. На практиці це означало, що вони повинні були мати безліч видів спорту, тому «Динамо» на той час змагалося в 19 різних видах спорту.
Велика кількість членів (понад 3 тис.) і потужна профспілка робітників і службовців комунальних установ і підприємств — це була та широка основа, на якій спочатку базувалася робота різних спортивних секцій. Вже в перші дні «Динамо» зібрало велику кількість спортсменів, серед яких зокрема були тенісисти, гімнасти, боулінгісти, веслувальники, альпіністи, велогонщики, боксери, борці та футболісти.
Секція гімнастики була одною з накращих в Югославії. Таня Кобер, триразова чемпіонка ФНРЮ зі вправ на предметах, яка також виграла неофіційний чемпіонат Балкан зі стрибків у воду в 1946 році, була членом «Динамо».
Божо Комбол, чемпіон Югославії та рекордсмен світу, готував нових молодих членів у секції боулінгу. Кращі тенісисти Югославії Митич, Палада, потім Шарич, Бріксі, Петрович та інші — входили до складу «Динамо». І все ж, найрозвиненішою стала футбольна секція «Динамо» (Загреб).
Свій перший матч футбольна команда «Динамо» зіграла 26 червня 1945 року проти збірної ВПС і перемогла з рахунком 2:0. Першого великого успіху «Динамо» досягло у своєму першому міжнародному матчі 2 березня 1946 року в Празі. Загребчани в присутності 40 тисяч глядачів перемогли чемпіона Чехословаччини «Славію» з рахунком 2:1.
У 1946 році «Динамо» посіло друге місце в чемпіонаті хорватської ліги, поступившись «Хайдуку», і кваліфікувалося до змагань Першої федеральної ліги. У чемпіонаті 1946/47 «Динамо» посіло друге місце, поступившись «Партизану», а в наступному сезоні чемпіонату досягло найбільшого успіху — перемоги в чемпіонаті ФНРЮ.
До початку грудня 1948 року «Динамо» зіграло 139 ігор з моменту заснування, Вони здобули 96 перемог, 25 зіграли внічию, програли лише 18.
Бомбардирами «Динамо» було забито 391 м'яч, оборона пропустила 168. Велика кількість динамівців виступала у збірних міста, союзу та області.
Особливо свою цінність «Динамо» підтвердило в міжнародних матчах. З початку березня 1946 року, коли зіграло свій перший міжнародний матч, до початку грудня цього року «Динамо» зіграло 20 ігор, здобуло 15 перемог, 2 зіграло внічию і лише три програло. Різниця м'ячів 62:26 на користь «Динамо». Загребці грали в Чехословаччині, Угорщині, Франції, Болгарії та Бельгії з найсильнішими клубами цих країн. Важливо й те, що з 18 матчів «Динамо» чотири провело вдома.
Комітет фізичної культури Уряду ФНРЮ та Товариство фізичної культури Югославії відзначили футбольну секцію «Динамо» за великі успіхи та гідне представлення нашого футболу.
Втім така модель спортивних товариств на відміну від СРСР у Югославії виявилась нежиттєздатною, багато колективів різко скоротили кількість спортивних відділень, тому на початку 1949 року кількість видів спорту скоротили до восьми, а наприкінці 1950 року футбольна секція «Динамо» (Загреб) стала самостійною.

## Інші країни

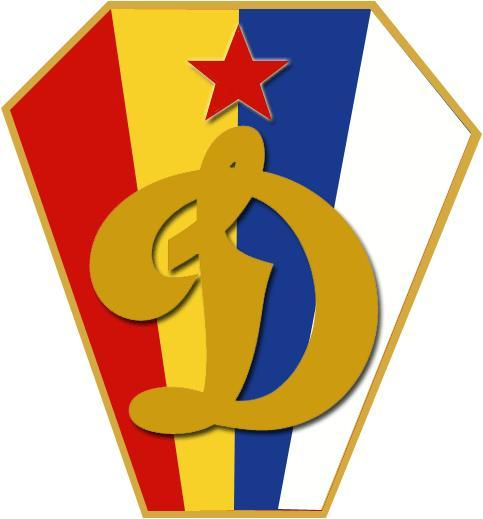
Логотип болгарського «Динамо» (1949—1957)

В радянський час існувало товариство «Динамо» і у Туркменістані, але після проголошення незалежності організація змінила назву на Спортивний клуб «Галкан» МВС Туркменістану і розміщується за адресою Ашгабад, вул. Махтимулишайли, 85.
В Болгарії спортивне товариство «Левскі» у 1949—1957 роках носило назву «Динамо».
В Албанії під час диктатури Енвера Ходжі, а також у Чехословаччині, також існувало власне товариство «Динамо».

## Міжнародна координаційна ради динамівських організацій
2002 року з метою налагодження взаємовигідного співробітництва між динамівськими організаціями було створено Координаційну Раду. Спочатку до її складу увійшли Білоруське фізкультурно-спортивне товариство «Динамо», Фізкультурно-спортивне товариство «Динамо» України та Спортивний клуб «Левськи» (Софія, Болгарія). Першим головою МКРДО було обрано першого заступника голови ФСТ «Динамо» України Віктора Коржа.
З січня 2003 року повноправним членом Координаційної Ради стало і Всеросійське фізкультурно-спортивне товариство «Динамо».
У вересні 2007 року до них приєднався Центральний спортивний клуб «Динамо» МВС Республіки Молдова, а у листопаді 2007 року Фізкультурно-спортивне товариство «Динамо» Республіки Казахстан та Киргизьке Фізкультурно-спортивне товариство «Динамо».
19 червня 2008 року до складу Координаційної Ради увійшли динамівські організації Республіки Вірменія, Грузії, Республіки Таджикистан, Латвії та Румунії.
Згодом свою готовність до співпраці висловили Спортивне товариство МВС Азербайджанської Республіки, Спортивний клуб «Галкан» МВС Туркменістану та Фізкультурно-спортивне товариство «Динамо» Республіки Узбекистан, а також приєднались динамівські організації Італії, Анголи та Монголії.